# Marais de Lasné
Le marais de Lasné  est un ancien marais salant proche du golfe du Morbihan, dans la commune de Saint-Armel (Morbihan). Il est protégé pour son intérêt écologique, particulièrement pour les populations d'oiseaux qui le fréquentent.

## Toponymie
Page 14 du magazine municipal de Saint-Armel no 93, de décembre 2011, Concernant la Toponymie de Lasné, on peut lire :

« Lasné : le mot noë est assez fréquent dans l’ouest de la France ; c’est une forme issue d’un terme noe, noue, d’origine gauloise nauda, avec le sens initial de chenal d’écoulement d’eau et utilisé pour désigner un terrain encaissé parcouru par un ruisseau et donc assez humide.. »

## Protection
Le marais de Lasné fait partie de la Zone spéciale de conservation du golfe du Morbihan
Dans le cadre de Natura 2000, il est intégré dans la Zone de protection spéciale FR5310086

## Localisation
Le marais de Lasné est un ancien marais salant relié au golfe du Morbihan par un étroit chenal qui débouche à l'est du golfe. Son principal accès se situe sur la route de l'île Tascon à proximité de la chaussée submersible qui permet l'accès à l'île à marée basse.

## Écologie
Tout comme les marais de La Villeneuve et de Ludré, et plus à l'ouest ceux du Duer et de Truscat, le marais de Lasné est un exemple de paysage semi-naturel devenu indispensable à la biodiversité du golfe du Morbihan.
Le site a été aménagé en trois espaces indépendants et définis selon leur activité :
- la saliculture (activité reprise en 2003),
- l’ostréiculture,
- une zone de quiétude pour la faune.

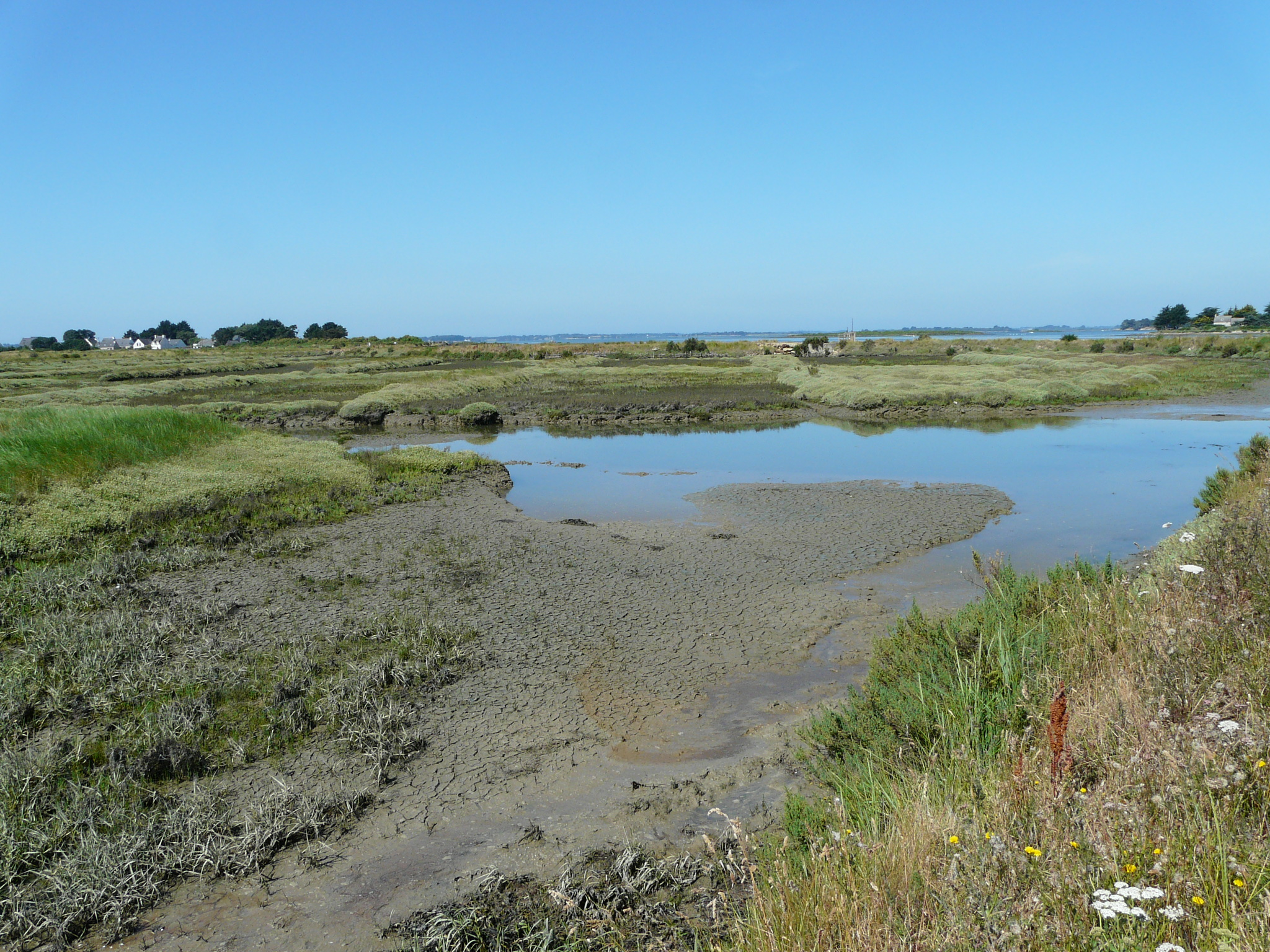
Le marais de Lasné à Saint-Armel (Morbihan)

Le biotope du marais participe à la qualité des eaux du golfe et à sa richesse biologique. C’est une zone de quiétude appréciée de la faune, en particulier des oiseaux (migrateurs, hivernants ou estivants). Le marais accueille de nombreuses espèces nicheuses comme l’échasse blanche. 
Au printemps, reviennent d'Afrique pour nicher l'avocette élégante, l'échasse blanche, la sterne pierregarin.
Durant l'automne (octobre et novembre) et l'hiver, le marais accueille une grande quantité de bernaches cravants. Elles sont accompagnées de divers canards, siffleurs, pilets, souchets, tadornes. Les limicoles sont nombreux, surtout le bécasseau variable, le pluvier argenté et le grand gravelot. Les foulques sont irrégulièrement présentes.
Particularité du marais de Lasné, le hibou des marais ou Hibou brachyote séjourne parfois plusieurs mois sur le marais.
Bretagne Vivante y effectue des études et des inventaires naturalistes.

## Histoire

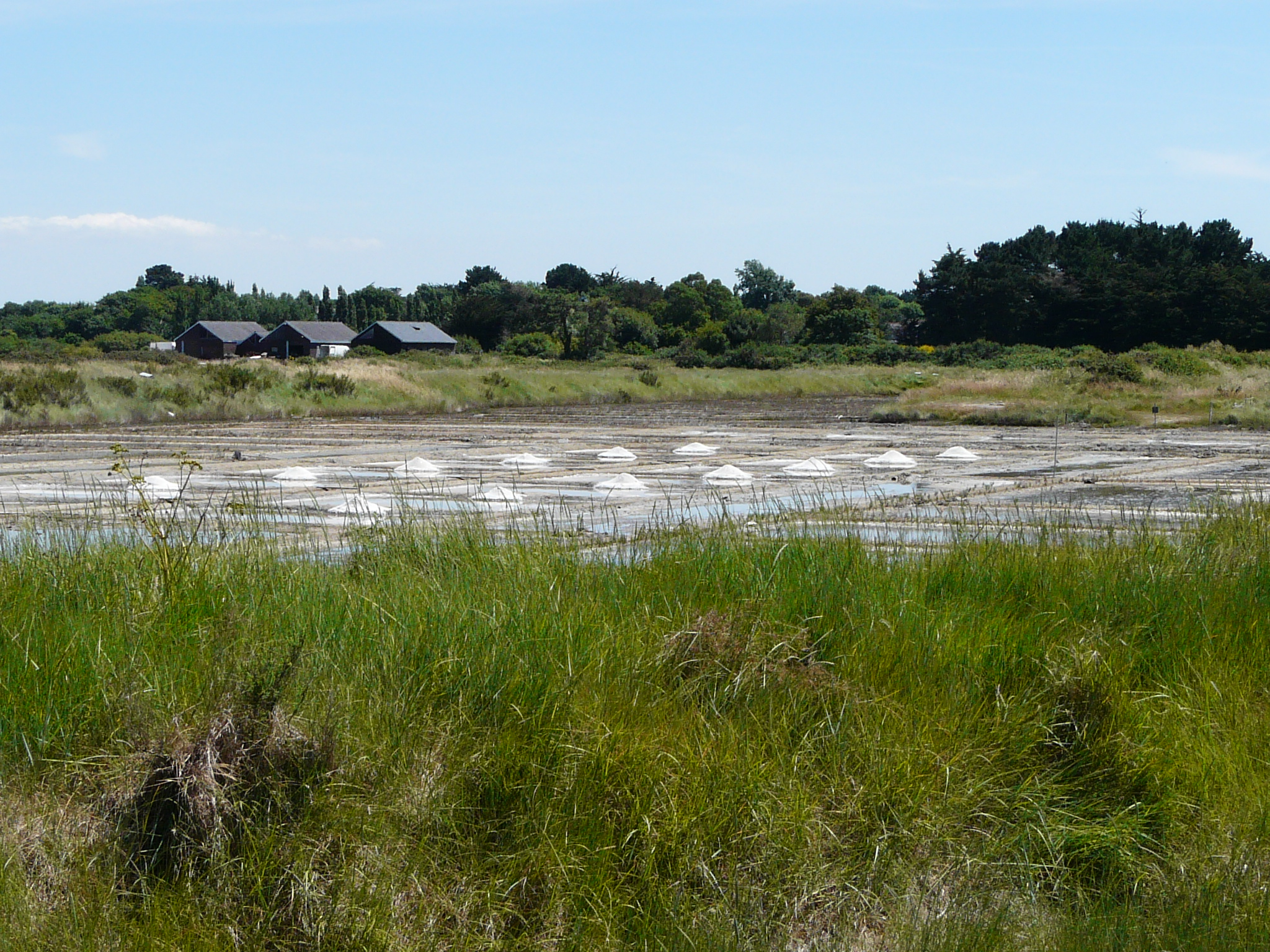
Exploitation de sel

Les premières traces de sel à Lasné remontent au XVe siècle. Vers l’an 1500, les marais à Lasné atteignaient 80 % de leur surface actuelle. Au XVIIe siècle, des voiliers chargeaient le sel de la presqu’île de Rhuys à destination de l’Irlande.
Le marais de Lasné fut créé artificiellement au XVIIe siècle,  par des paludiers Guérandais pour les moines de l’abbaye de Saint-Gildas.
Après 130 ans sans exploitation, 8 ha ont été remis en service pour la saliculture.
Le site du marais de Lasné est la propriété du conseil général du Morbihan depuis 1978, au titre des Espaces Naturels Sensibles. Ce site naturel couvre une superficie de 31 hectares.

## Visite
Le marais de Lasné est aménagé pour l’accueil du public (passage piétons, observatoires). 